# San Pietro in Vincoli
San Pietro in Vincoli (italiensk for "Sankt Peter i lænker") er en kirke i Rom, kendt for at huse Michelangelos berømte statue af Moses. Kirken blev oprindeligt bygget i det 5. århundrede og har siden gennemgået flere renoveringer.

## Historie
Også kendt som Basilica Eudoxiana, blev den første gang genopført på ældre fundamenter i 432–440 for at huse relikviet af de kæder, der bandt Sankt Peter under hans fængsling i Jerusalem, episoden kaldet "Sankt Peters befrielse". Kejserinde Eudoxia (hustru til kejser Valentinian III), som modtog dem i gave fra sin mor, Aelia Eudocia, skænkede kæderne til Pave Leo I. Det var sandsynligvis under en pilgrimsrejse i 438-439, at Aelia Eudocia modtog kæderne som en gave fra Juvenal, biskop af Jerusalem.
Kæden opbevares nu i en reliquiebeholder under hovedaltret i basilikaen. Siden 1894 har et led af kæden været opbevaret i St. Peter's Church, Rutland, Vermont. Rundt om i verden bærer adskillige kirker viet til Sankt Peter tilnavnet Ad Vincula, hvilket refererer til basilikaen og relikviet.
Af særlig interesse i denne sammenhæng er Sankt Peters to fængslinger. Ifølge legenden smeltede kæderne fra hans sidste fængsling i Mamertinerfængslet, i Rom, mirakuløst sammen med kæden fra Jerusalem, da Leo sammenlignede dem.
Basilikaen blev indviet i 439 af Sixtus III og har gennemgået flere rekonstruktioner, herunder en restaurering af Pave Adrian I, samt yderligere arbejde i det 11. århundrede. Fra 1471 til 1503, da han blev valgt som Pave Julius II, forestod kardinal Della Rovere, nevø til Pave Sixtus IV, en betydelig ombygning. Den forreste portiko, tilskrevet Baccio Pontelli, blev tilføjet i 1475. Klostergården (1493–1503) tilskrives Giuliano da Sangallo. Loftet blev sænket i 1705 af arkitekten Francesco Fontana, og endnu en renovering fandt sted i 1875.

## Arkitektur
Basilikaens indre består af en skib og to sidekapeller, adskilt af antikke doriske søjler, der bærer tre apsider. Sidekapellerne har krydshvælv, mens skibet prydes af et kassetteloft fra det 18. århundrede. Dette loft er i midten udsmykket med en fresko af Giovanni Battista Parodi fra 1706, der forestiller Kædernes mirakel. Ifølge legenden helbredte pave Alexander den mytiske Sankt Balbinas halsbyld ved at røre ved hende med de samme kæder, der engang havde bundet Sankt Peter.
Blandt de øvrige kunstværker i basilikaen findes to malerier af Guercino, der forestiller Sankt Augustin og Sankt Margareta. Domenichino har både designet monumentet for kardinal Girolamo Agucchi og malet en fresko i sakristiet med motivet Sankt Peters befrielse (1604). I det første kapel til venstre hænger en Nedtagelse fra korset af Cristoforo Roncalli. Kardinal Nikolaus af Kues’ grav (død 1464) er dekoreret med et relief af Andrea Bregno, der viser kardinalen knælende foran Sankt Peter. Den florentinske billedhugger Antonio del Pollaiuolo, kendt for at have tilføjet figurerne af Romulus og Remus til skulpturen af den Kapitolinske Ulv, er begravet ved indgangen til kirken.
Ved kirkens indgang, i en portiko, findes den originale skulptur Da jeg var nøgen af den canadiske kunstner Timothy Schmalz. Dette værk er en del af Matthæus 25-samlingen, som blev opstillet rundt om i Rom i forbindelse med Den Extraordinære Barmhjertighedsjubilæum.
Gravmonumentet for kardinal Cinzio Aldobrandini blev opført mellem 1705 og 1707 af prins Giovanni Battista Pamphili Aldobrandini efter tegninger af arkitekten Carlo Francesco Bizzaccheri. Skulpturerne af putti og et bevinget skelet blev udført af Pierre Le Gros den Yngre.
I 1876 opdagede arkæologer gravene for dem, der længe blev anset for at være de syv makkabæiske martyrer fra Anden Makkabæerbog 7:1-41. Deres festdag falder den 1. august, den samme dag som miraklet med de sammensmeltede kæder fejres.
Ved det tredje alter i venstre sidekapel findes en mosaik af Sankt Sebastian, som stammer fra det 7. århundrede. Mosaikken har sin oprindelse i en pestepidemi i Pavia i Norditalien. Relikvierne af Sankt Sebastian blev bragt dertil i 680 i håb om at afværge sygdommen, idet helgenen blev anset for at være født i Lombardiet. Som et symbol på den forstærkede forbindelse mellem Pavia og Rom blev et identisk alter viet til Sankt Sebastian opført i denne basilika. Dette førte til en parallel dyrkelse af helgenen i begge regioner.

## MichelangelosMoses
Michelangelos Moses blev færdiggjort i 1515 og var oprindeligt tænkt som en del af et monumentalt gravmæle med 47 statuer for Pave Julius II. Selvom planen blev ændret, blev denne statue hovedværket i pavens gravmonument, som blev opført i denne kirke, der var tilknyttet della Rovere-familien. Moses afbildes med horn på grund af en sproglig misforståelse mellem de hebraiske ord for "lysstråler" og "horn". Dette ikonografiske motiv var almindeligt i tidlig kristen kunst, og for en billedhugger var det lettere at skulpturere horn end lysstråler.